# Хушенбет, Никлас
Никлас Хушенбет (нем. Niclas Huschenbeth; род. 29 февраля 1992, Мюнден) — немецкий шахматист, гроссмейстер (2012).
Победитель чемпионата Германии по шахматам среди участников до 14 лет (2005). Чемпион Германии (2010, 2019).
Многократный участник различных соревнований в составе национальной сборной по шахматам:
- 2 олимпиады (2008 — во второй команде; 2010).
- 2 чемпионата Европы среди участников до 18 лет (2006, 2009). Оба раза выигрывал бронзовые медали в команде.
- 4 Кубка Митропы[нем.] (2008, 2010—2012). В 2011 году, играя на первой доске выиграл 2 золотые медали (в команде и в индивидуальном зачёте).

В составе команды «Hamburger SK» участник 23-го Клубного кубка Европы в г. Кемере (2007).
Участник 4-х индивидуальных чемпионатов Европы (2007, 2012, 2018—2019).
Участник Кубка мира по шахматам 2019 года.

## Изменения рейтинга
| Графики недоступны из-за технических проблем. См. информацию на Фабрикаторе и на mediawiki.org. |